# Vârteșcoiu
Vârteșcoiu è un comune della Romania di 3 511 abitanti, ubicato nel distretto di Vrancea, nella regione storica della Muntenia. 
Il comune è formato dall'unione di 6 villaggi: Beciu, Faraoanele, Olteni, Pietroasa, Râmniceanca, Vârteșcoiu.